# أولاد عيسى (امزورة)
أولاد عيسى هي إحدى مشيخات المملكة المغربية، تتبع جغرافيا لإقليم سطات وإداريًا لجماعة امزورة. يقدر عدد سكانها بـ 34551 نسمة حسب الإحصاء الرسمي للسكان والسكنى لسنة 2004.